# Tyrekvie
En tvekønnet ko, der er genetisk hunkøn, men er steril og fremtræder delvist som hankøn. Kaldes på engelsk en free-martin. I 1779 opdagede John Hunter, at en tyrekvie altid har en tvilling af hankøn . I starten af det 20. århundrede blev det opdaget, at tyrekvier er det normale resultat, når en ko føder tvillinger med både en han og en hun, fordi de to fostre deler moderkage, og hun-kalven derfor udsættes for tyrekalvens blod, indeholdende mandlige kønshormoner  . Opdagelsen var med til at lægge grund til teorien om, at biologisk køn både har et genetisk og et hormonelt element.